# Ice Palace (film)
Ice Palace is een Amerikaanse avonturenfilm uit 1960 onder regie van Vincent Sherman. Het scenario is gebaseerd op de gelijknamige roman uit 1958 van de Amerikaanse auteur Edna Ferber. Destijds werd de film in Nederland uitgebracht onder de titel Roekeloos avontuur in Alaska.

## Verhaal
De visverpakker Zeb Kennedy en de zeekapitein Thor Storm besluiten op het eind van de Eerste Wereldoorlog om een visfabriek op te richten in Alaska. Zeb is vastberaden en laat zich door niemand tegenhouden. Daardoor ontstaan er spanningen met Thor, vooral als Zeb verliefd wordt op de vriendin van Thor.

## Rolverdeling
| Acteur            | Personage             |
| ----------------- | --------------------- |
| Richard Burton    | Zeb Kennedy           |
| Robert Ryan       | Thor Storm            |
| Martha Hyer       | Dorothy Wendt Kennedy |
| Jim Backus        | Dave Husack           |
| Carolyn Jones     | Bridie Ballantyne     |
| Ray Danton        | Bay Husack            |
| Diane McBain      | Christine Storm       |
| Karl Swenson      | Scotty Ballantyne     |
| Shirley Knight    | Grace Kennedy         |
| Barry Kelley      | Einer Wendt           |
| Sheridan Comerate | Ross Guildenstern     |
| George Takei      | Wang                  |
| Steve Harris      | Christopher Storm     |